# Leilani Leeane
Leilani Leeane (født 1. oktober 1992 i Lancaster, Californien) er en afro-amerikansk/filippinsk tidligere pornoskuespiller og model. Hun var aktiv fra 2011 til 2016.

## Priser og nomineringer
| År   | Pris                      | Resultat  | Kategori                        | Film                            | Medvirkende                   |
| ---- | ------------------------- | --------- | ------------------------------- | ------------------------------- | ----------------------------- |
| 2012 | NightMoves Award          | Nomineret | Best New Starlet                | N/A                             | N/A                           |
| 2012 | Urban X Award             | Vundet    | Rising Star Female              | N/A                             | N/A                           |
| 2012 | Urban X Award             | Nomineret | Best Three Way Sex Scene        | Revenge of the Petites (2012)   | Riley Reid Ashley Jane        |
| 2012 | Urban X Award             | Nomineret | Best Three Way Sex Scene        | Black Anal Addiction (2012)     | Bethany Benz Mike Adriano     |
| 2012 | Urban X Award             | Nomineret | Best Anal Sex Scene             | Black Anal Addiction            | Skin Diamond Mike Adriano     |
| 2012 | Urban X Award             | Nomineret | Best Couple Sex Scene           | Racially Motivated 3 (2011)     | Chastity Lynn Erik Everhard   |
| 2013 | AVN Award                 | Nomineret | Best All-Girl Group Sex Scene   | Revenge of the Petites (2012)   | Brett Rossi Dani Daniels      |
| 2013 | AVN Award                 | Nomineret | Best New Starlet                | N/A                             | N/A                           |
| 2013 | AVN Award                 | Nomineret | Best POV Sex Scene              | POV Junkie 5 (2012)             | N/A                           |
| 2013 | XCritic Fans Choice Award | Nomineret | Best New Starlet                | N/A                             | N/A                           |
| 2014 | AVN Award                 | Nomineret | Best All-Girl Group Sex Scene   | Belladonna: No Warning 8 (2013) | Adrianna Nicole Ash Hollywood |
| 2014 | AVN Award                 | Nomineret | Best Three-Way Sex Scene: G/G/B | Sex (2013)                      | Asa Akira Brad Armstrong      |